# 田方郡
田方郡（日语：／ Tagata gun */?）為靜岡縣的一郡。人口38,839人、面積65.13km²。（2004年）
目前管轄有以下一町。
- 函南町（かんなみちょう）